# Веніальбо
Веніальбо (ісп. Venialbo) — муніципалітет в Іспанії, у складі автономної спільноти Кастилія-і-Леон, у провінції Самора. Населення — 477 осіб (2010).
Муніципалітет розташований на відстані близько 190 км на північний захід від Мадрида, 21 км на південний схід від Самори.

## Демографія
Динаміка населення (INE ):

## Галерея зображень
- Веніальбо у провінції Самора